# 마리오 파티 100 미니게임 컬렉션
"마리오 파티 100 미니게임 컬렉션"(일본어: マリオパーティ100 ミニゲームコレクション, 영어: Mario Party: The Top 100)은 엔디큐브에서 개발하고 닌텐도에서 배급한 닌텐도 3DS용 2017년 파티 비디오 게임이다. 마리오 파티의 5번째 휴대용 게임이자 3DS에서는 3번째 게임이자 마지막 게임이다.